# Cung điện Branicki, Warszawa
Cung điện Branicki (tiếng Ba Lan: Pałac Branickich) là một lâu đài của một nhà quý tộc thế kỷ 18 tại Warsaw, Ba Lan. Nó nằm ở ngã ba đường giao giữa Podwale và Miodowa.

## Lịch sử
Cung điện là một trong ba cung điện có cùng tên ở Warsaw. Cung điện Branicki đặc biệt này nằm trên đường Miodowa (những cung điện khác nằm trên đường Nowy Świat và đại lộ Na Skarpie). 

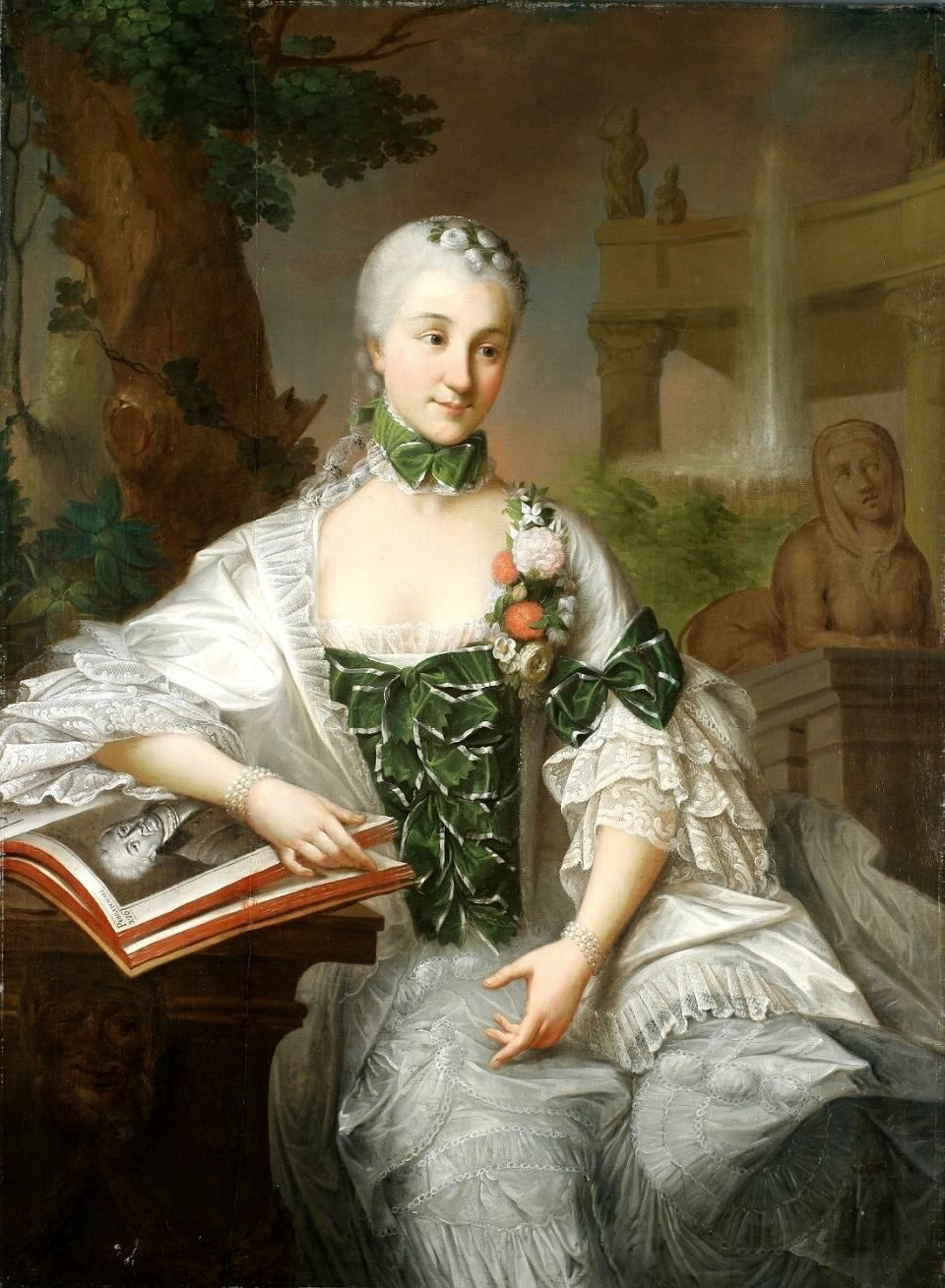
Nữ bá tước Izabella Poniatowska

Tòa nhà ban đầu đứng nơi cung điện hiện nay là một biệt thự thế kỷ 17 của gia đình Sapieha được bán vào đầu thế kỷ 18 cho Stefan Mikołaj Branicki. Điều này hình thành nên cung điện hiện tại, được xây dựng vào năm 1740 bởi Johann Sigmund Deybel cho Grand Crown Hetman Jan Klemens Branicki. Jan Henryk Klemm (1743), Jakub Fontana (1750) và nhà điêu khắc Jan Chryzostom Redler cũng tham gia xây dựng.
Cung điện theo kiến trúc rococo bây giờ được lấy cảm hứng từ các cung điện Pháp. Bố cục có hình dạng như móng ngựa, với một phần trung tâm corps de logis và hai cánh bên. Tòa nhà được thiết lập trở lại từ đường phố bởi một cour d'Honneur, một cái sân đối xứng để chia cung điện làm hai, mà tại đó các khách vinh dự đến. Mặt tiền được cân bằng với các trang trí theo phong cách rococo đáng ngưỡng mộ và cửa sổ trên sân thượng. Lối vào chính được trang trí với một cổng gồm bốn cột với các tác phẩm điêu khắc trên đỉnh. Nội thất được trang trí theo phong cách rococo bởi Johann Sigmund Deybel và Jakub Fontana. Sau đó, một gian hàng gọi là "Buduar" đã được thêm vào cánh phía nam ở phía sau.
Các Branicki Palace trước đó đã được gọi là bà Krakowska Palace, bởi vì sau cái chết của Branicki, tài sản được thừa kế bởi người vợ xinh đẹp Izabella Poniatowska (1771), em gái của vua Stanisław August Poniatowski (Izabella là một đứa con gái của Stanisław Poniatowski, người cai quản thành trì của Kraków). Bà đã thành lập một thẩm mỹ viện trong cung điện, và được biết đến như một người bảo trợ và tập hợp các nghệ sĩ, trí thức và chính khách trong kỷ nguyên Khai sáng ở Ba Lan.
Không lâu sau đó, Cung điện Branicki đã được bán vào năm 1804 cho tướng Józef Niemojewski. Chủ sở hữu mới đã cải thiện cung điện - hai tòa nhà phụ được thêm vào khu phức hợp cung điện vào năm 1804-1808 bởi kiến trúc sư Fryderyk Albert Lessel. Từ năm 1817, cung điện là nơi cư trú của Stanisław Sołtyk.
Trong Chiến tranh thế giới thứ hai, khu đất đã bị tàn phá nặng nề (nó đã bị thiêu rụi vào năm 1939 và bị người Đức phá hủy trong thời kỳ chiếm đóng của Ba Lan), nhưng sau chiến tranh, nó đã được khôi phục hoàn toàn. Nó được xây dựng lại vào năm 1967, dựa trên những bức tranh của Bernardo Bellotto, và hiện tại nó là Tòa thị chính Warsaw.

## Hình ảnh

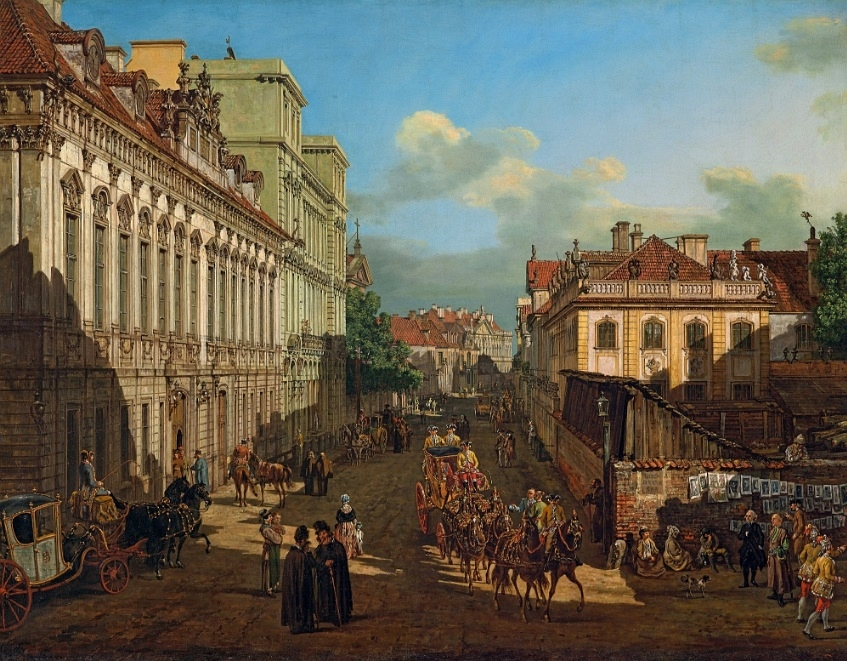
Phố Miodowa của Bernardo Bellotto
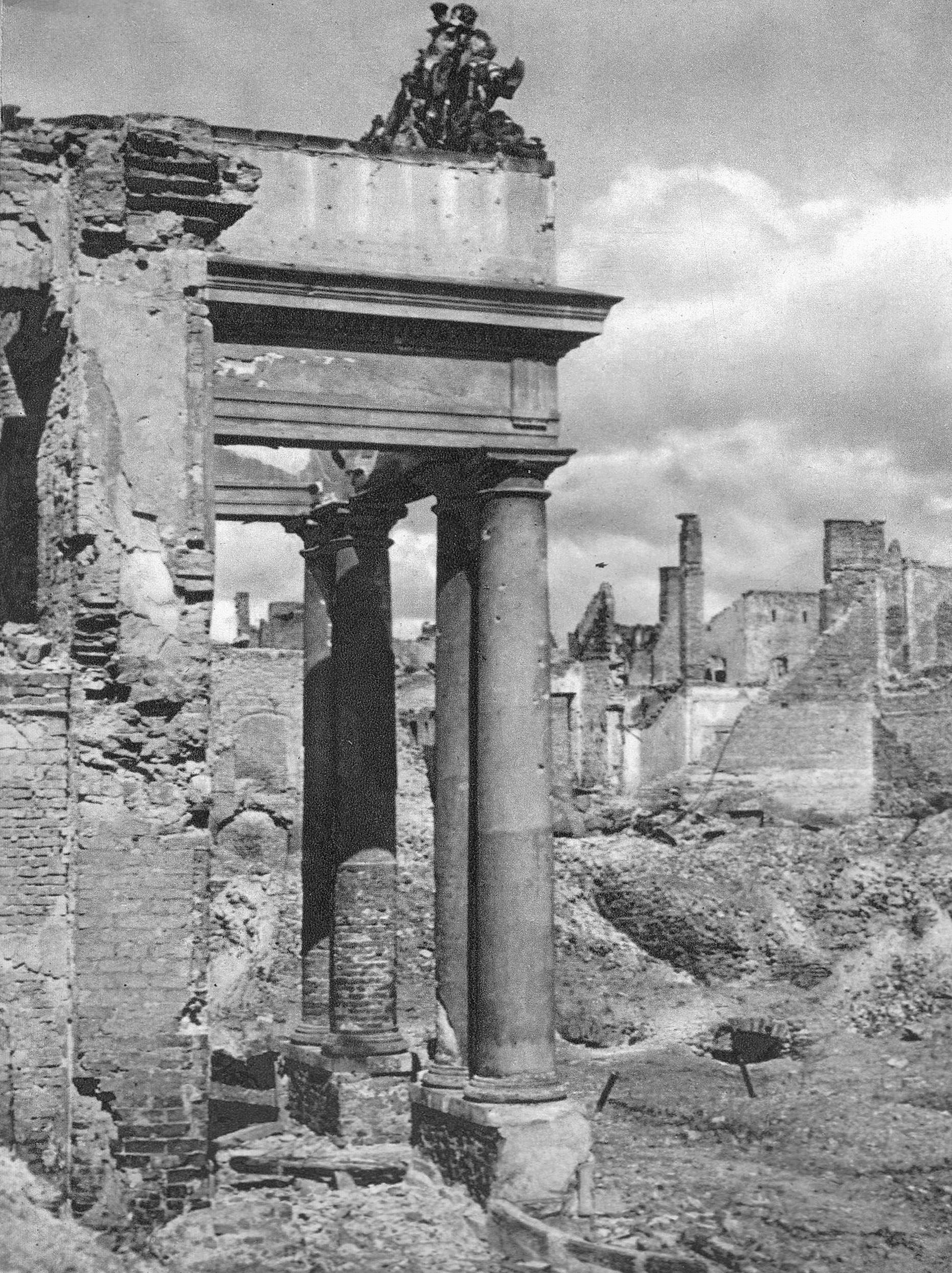
Tàn tích của Cung điện Branicki ở Warsaw, 1945
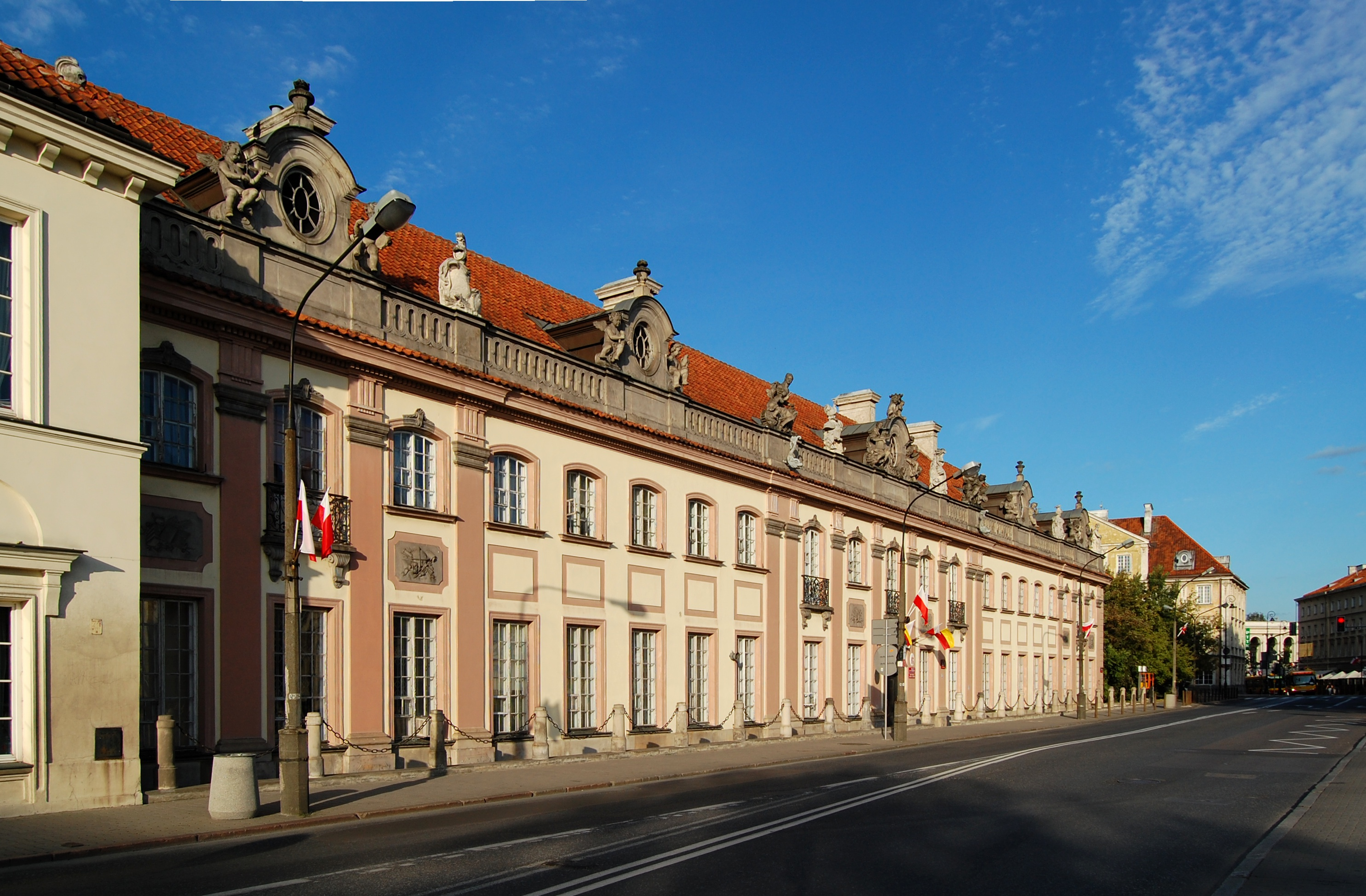
Cánh phía đông của cung điện
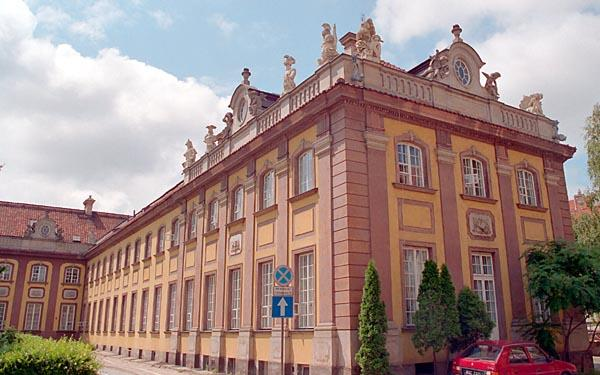
Cánh phía tây của cung điện
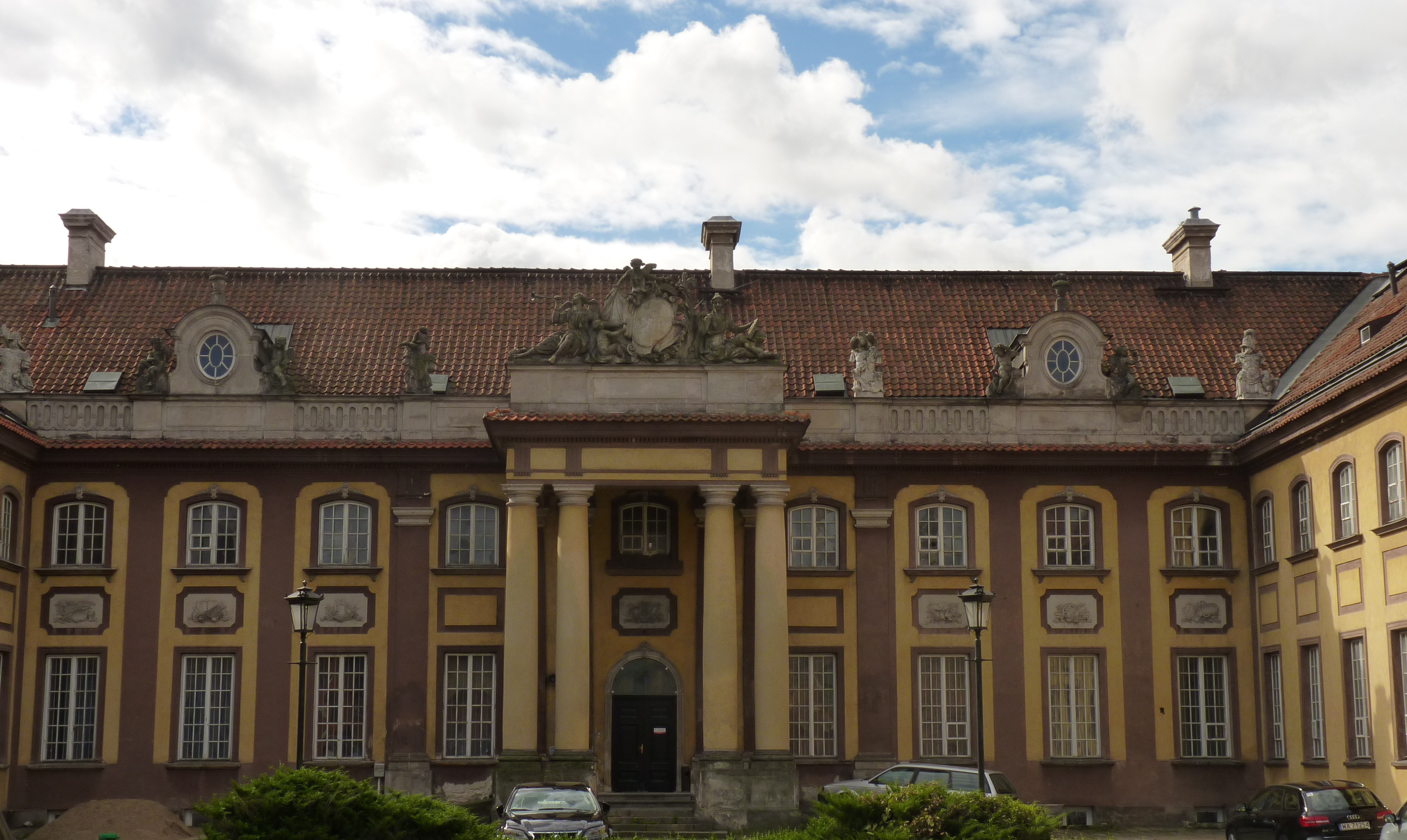
Chiều cao cung điện
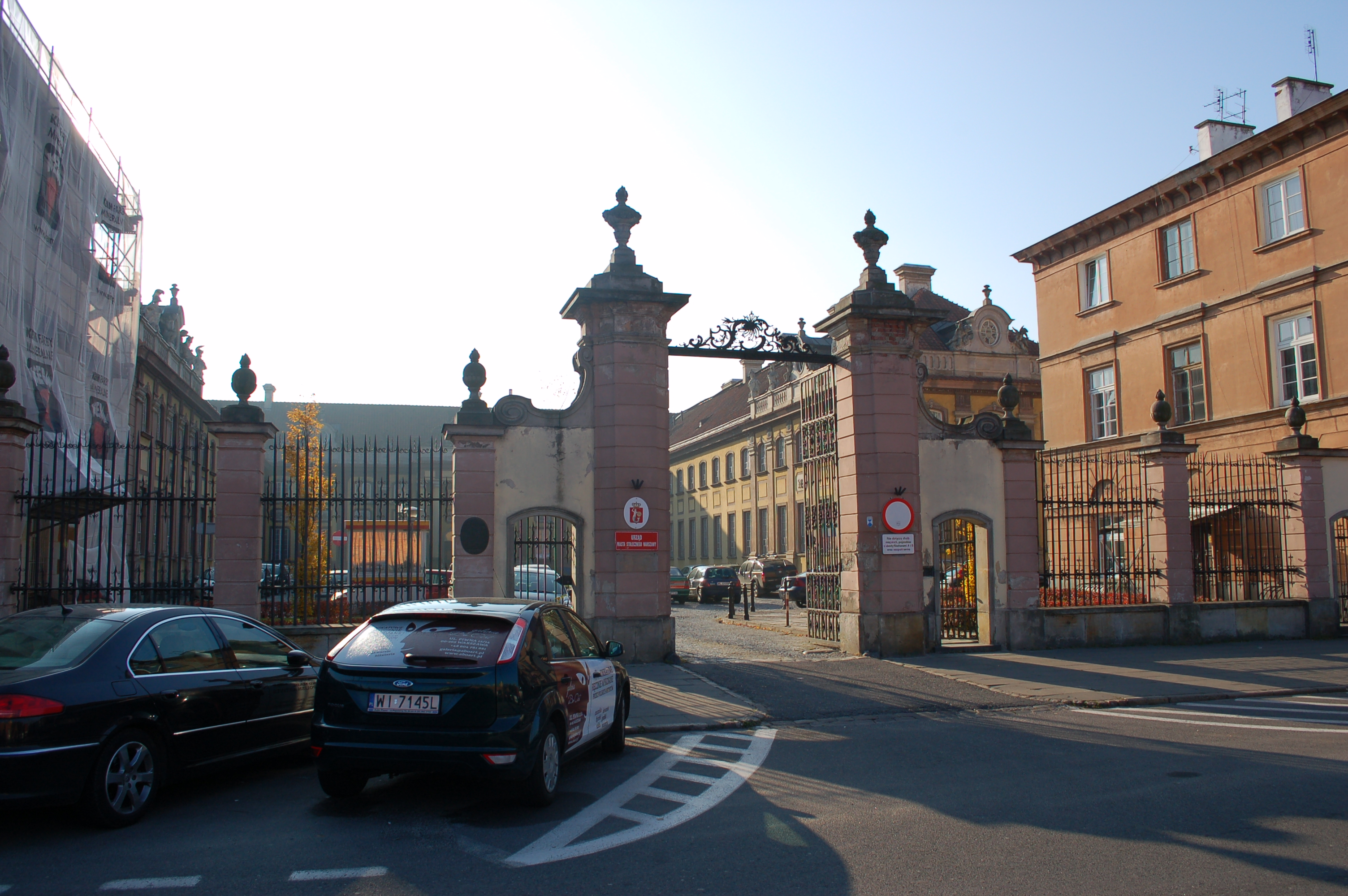
Cổng cung điện
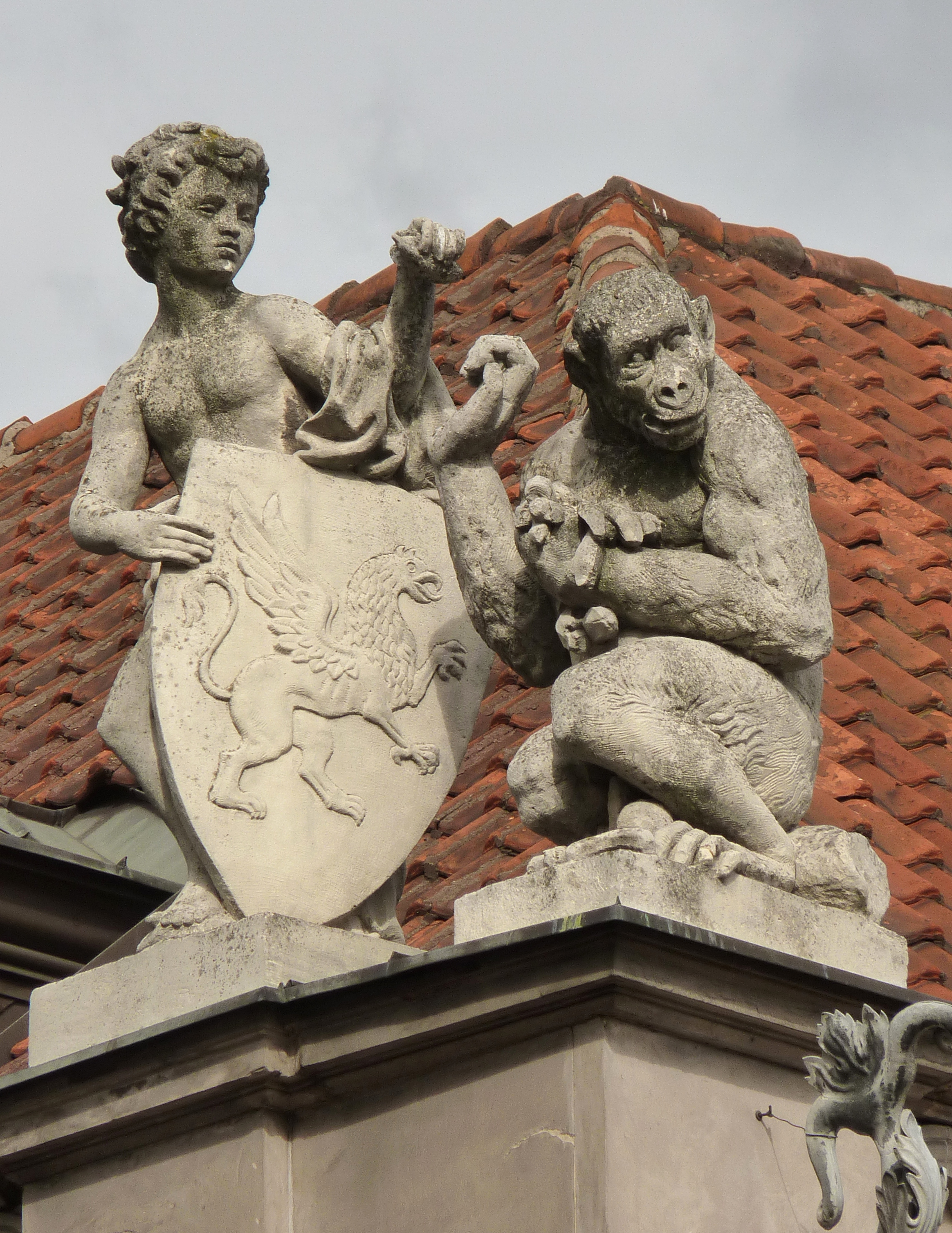
Chi tiết kiến trúc của cung điện